# Cabeça de Cuia

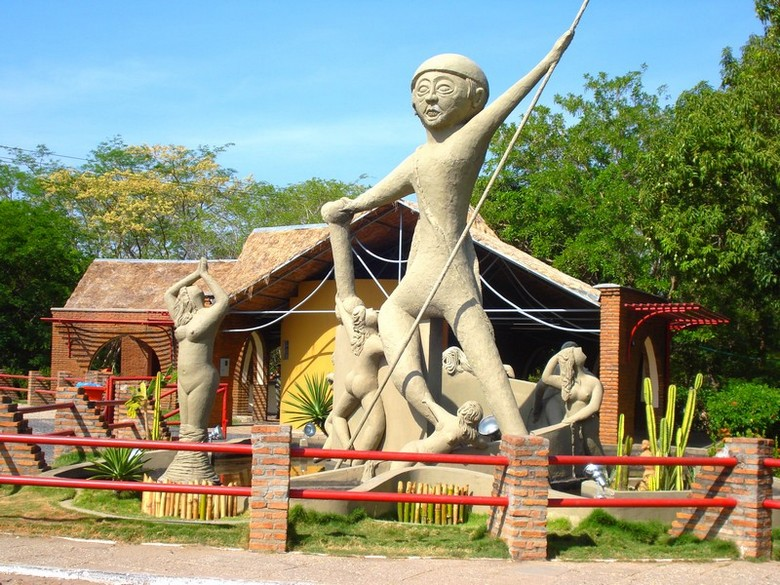
Monumento representando o Cabeça de Cuia e as sete Marias virgens, no Parque Ambiental Encontro dos Rios, no bairro Poti Velho, em Teresina, Piauí. A obra é um importante ponto turístico da capital e recebe muitos visitantes

Cabeça de Cuia é uma lenda brasileira da região Nordeste, mais precisamente contada no estado do Piauí, ao longo da bacia do rio Parnaíba.
Há várias versões de lendas que envolvem a figura do Cabeça de Cuia. Em uma das lendas mais difundidas trata-se da história de Crispim, um jovem pescador que morava às margens do rio Parnaíba.
A lenda do Cabeça de Cuia ganhou notoriedade no Piauí no final do século XIX.
Em 3 de outubro de 2023, a Assembleia Legislativa do Piauí (Alepi) aprovou um projeto de lei que reconhece a lenda do Cabeça de Cuia como Patrimônio Cultural Imaterial do Piauí. Em 23 de outubro de 2023, o projeto foi sancionado pelo governador do estado, Rafael Fonteles.

## Descrição
O Cabeça de Cuia é uma figura lendária do folclore brasileiro, especialmente do estado do Piauí. A lenda narra a trajetória de Crispim, um jovem magro, cabeludo e oriundo de uma família pobre, que vivia próximo às margens do rio Parnaíba, no município de Teresina, capital do Piauí. Certo dia, ao deparar-se com uma refeição escassa preparada por sua mãe, ele teria se enfurecido e atirado um osso de boi contra a cabeça dela, causando sua morte. Antes de falecer, a mãe o amaldiçoou, condenando-o a vagar dia e noite pelos rios Parnaíba e Poti sob a forma de uma criatura com uma cabeça grande, semelhante a uma cuia, daí o nome "Cabeça de Cuia". A lenda ainda afirma que Crispim só poderia quebrar a maldição após devorar sete moças virgens chamadas Maria. Após ser amaldiçoado, ele teria corrido em direção ao rio Parnaíba e se lançado nas águas, afogando-se. No entanto, seu corpo nunca foi encontrado, alimentando a crença de que ele continua vagando pelos rios da região, procurando virgens, assassinando banhistas e virando embarcações.